# ألكيساندرين غيب
ألكيساندرين غيب (بالإنجليزية: Alexandrine Gibb)‏‏ (1891 في تورونتو - 15 ديسمبر 1958 ) صحفية من كندا.